# Hilan delgado
|  |

El aguafuerte Hilan delgado es un grabado de la serie Los Caprichos del pintor español Francisco de Goya. Está numerado con el número 44 en la serie de 80 estampas. Se publicó en 1799.

## Interpretaciones de la estampa
Existen varios manuscritos contemporáneos que explican las láminas de los Caprichos. El que se encuentra en el Museo del Prado se tiene como autógrafo de Goya, pero parece más bien despistar y buscar un significado moralizante que encubra significados más arriesgados para el autor. Otros dos, el que perteneció a Ayala y el que se encuentra en la Biblioteca Nacional, realzan la parte más escabrosa de las láminas.
- Explicación de esta estampa del manuscrito del Museo del Prado: Hilan delgado, y la trama que urden, ni el diablo la podrá deshacer.[2]

- Manuscrito de Ayala: Las infames alcahuetas hilan tan delgado que ni el diablo puede deshacer la trama de chiquillos que urden.[2]

- Manuscrito de la Biblioteca Nacional: Las alcahuetas llevan una cuenta muy cabal de sus tercerías y se hacen pagar muy bien los niños que van despachando, y se ven detrás colgados como cerros de lino.[2]